# So Good
«So Good» —en español: «Tan bueno»— es una canción del artista hip hop B.o.B, lanzada a través de descarga digital el 21 de febrero de 2012, es el segundo sencillo de su segundo álbum de estudio Strange Clouds. El sencillo fue publicado físicamente en Alemania el 4 de mayo. La canción cuenta con la producción y voces adicionales de Ryan Tedder.

## Video musical
El 14 de febrero, B.o.B. lanzó un tráiler del vídeo musical, que incluía imágenes nunca antes vistas, y anunció como fecha de estreno el 21 de marzo de 2012. El 14 de marzo, un segundo teaser para el vídeo musical fue subido al canal oficial de YouTube de B.o.B. El vídeo musical, dirigido por Justin Francis, fue lanzado el 21 de marzo de 2012.

## Lista de canciones
- Descarga digital

1. "So Good" – 3:33

- EP Digital

1. "So Good" – 3:33
2. "Play the Guitar" (featuring André 3000) – 3:24
3. "Strange Clouds" (featuring Lil Wayne) – 3:46

- Sencillo CD

1. "So Good" – 3:33
2. "Play the Guitar" (featuring André 3000) – 3:24

## Posicionamiento en listas
| Listas (2012)                          | Mejor posición |
| -------------------------------------- | -------------- |
| Alemania (Offizielle Deutsche Charts)  | 65             |
| Australia (ARIA)                       | 9              |
| Austria (Ö3 Austria Top 40)            | 38             |
| Bélgica (Flandes) (Ultratop 50)        | 11             |
| Bélgica (Valonia) (Ultratop 50)        | 40             |
| Canadá (Canadian Hot 100)              | 20             |
| Escocia (Scottish Singles Sales Chart) | 7              |
| Estados Unidos (Billboard Hot 100      | 11             |
| Estados Unidos (Pop Songs)             | 18             |
| Estados Unidos (Hot R&B/Hip-Hop Songs) | 92             |
| Estados Unidos (Rap Songs)             | 20             |
| Francia (SNEP)                         | 131            |
| Irlanda (IRMA)                         | 8              |
| Nueva Zelanda (Recorded Music NZ)      | 15             |
| Países Bajos (Dutch Top 40)            | 35             |
| Reino Unido (UK R&B Chart)             | 1              |
| Reino Unido (UK Singles Chart)         | 7              |
| Suiza (Schweizer Hitparade)            | 48             |